# گورگن هاکوبیان (سیاستمدار)
گورگن گاگیکی هاکوبیان (ارمنی: Գուրգեն Գագիկի Հակոբյան؛ زادهٔ ۲۷ ژانویهٔ ۱۹۵۶) یک  سیاستمدار اهل ارمنستان است که از تاریخ ۱۹۹۰ تا تاریخ ۱۹۹۵ سمت نمایندگی دوره اول شورای عالی جمهوری ارمنستان را برعهده داشت.

## زندگی‌نامه
در 	۲۷ ژانویهٔ ۱۹۵۶ در ارمنستان به دنیا آمد . 